# Maling (Népal)
Pour les articles homonymes, voir Maling.
Maling (en népalais : मालिङ) est un comité de développement villageois du Népal situé dans le district de Lamjung. Au recensement de 2011, il comptait 1 224 habitants.